# Szkoła Podstawowa nr 44 im. Marii Curie-Skłodowskiej w Katowicach
Szkoła Podstawowa nr 44 im. Marii Curie-Skłodowskiej w Katowicach – publiczna szkoła podstawowa w Katowicach, znajdująca się na terenie dzielnicy Szopienice-Burowiec. Składa się ona z dwóch placówek: przy ulicy Morawa 86 oraz ulicy Brynicy 7. 1 września 2017 roku szkoła składała się z Szkoły Podstawowej w której w 14 oddziałach uczyło się 288 dzieci oraz Gimnazjum posiadające wówczas 8 oddziałów, do których uczęszczało 194 uczniów.

## Historia szkoły

### Powstanie szkoły i okres powstań śląskich
28 czerwca 1910 roku poświęcono budynek szkoły, wzniesiony według projektu architekta Gustawa Schmidta. Najprawdopodobniej zrobił to ks. Józef Zientek, który w tym czasie był proboszczem parafii pw. Świętej Jadwigi Śląskiej. Parę dni później, 1 lipca naukę w szkole rozpoczęło 605 uczniów, przeniesionych ze Szkoły 1 (dzisiaj nr 42). Pierwszym dyrektorem był Oswald Grzeschik, który posiadał tytuł rektora.
Od 1 kwietnia 1914 do 1920 roku szkoła kształciła dziewczynki, które uczyły się robótek ręcznych i umiejętności prowadzenia domu. Język polski zabrzmiał w murach szkoły dzięki powstańcom śląskim, kiedy to dyktator III Powstania Śląskiego – Wojciech Korfanty wyznaczył w Szkole siedzibę dla cywilnego rządu powstańczego. Rok później, w 1922 roku, wzdłuż obecnej ulicy Morawa, obok budynku szkoły, maszerował z wojskami polskimi, przekraczając graniczną rzekę Brynicę – generał Stanisław Szeptycki, Wojciech Korfanty i wojewoda Józef Rymer.

### Lata międzywojenne i okres II wojny światowej
W latach dwudziestych i trzydziestych XX wieku, mimo że budynek szkoły znajdował się w granicach polskiej gminy Szopienice, a potem gminy Szopienice – Roździeń, na szkolnym podwórku, w czasie przerw międzylekcyjnych, rozbrzmiewał gwar mowy polskiej i niemieckiej. Dla mniejszości niemieckiej, uczącej się w jednym skrzydle budynku, język niemiecki nauczany był obowiązkowo, zaś dla dzieci z polskich rodzin przebywających w drugim skrzydle, niemiecki był przedmiotem nadobowiązkowym.
1 czerwca 1932 roku, za zezwoleniem kierownika szkoły – Władysława Cieślińskiego i nauczycielki Sawczykównej, została założona przez Józefę Kantorówną III żeńska Drużyna Harcerska im. Emilii Platerównej w Szopienicach. Drużyna liczyła na początku 28 dziewcząt, które tworzyły 3 zastępy: „Czajki”, „Kukułki”, „Cukrówki”. Zastępowymi były: Niedbałkówna, Bergerówna, Żydkówna.
Podwórko szkolne miało powierzchnię 21 arów. Nauczycielami szkoły byli wówczas: dyrektor – Cieśliński Władysław, Baner Piotr, Bernacka Zofia, Fryga Zygmunt, Kościńska Antonina, Kowalska Janina, Kwolkowa Balbina, Obara Antoni, Piotrowski Józef, Sawczykówna Michalina, Szajnarówna Emilia, Szpala Franciszek. Nauczycielki śląskich szkół do 1939 roku obowiązywał celibat; złamanie celibatu wiązało się z wydaleniem z zawodu.
Dowodem na to, jak bardzo Polacy cenili swoją przynależność do Ojczyzny, jest bohaterski czyn syna ówczesnego woźnego – Michała, pana Alojzego Krzystolika, który we wrześniu 1939 roku, z chwilą najazdu hitlerowskich Niemiec na Polskę i Śląsk, zawiesił w kominie wentylacyjnym, na strychu, w polskiej części budynku, symbole polskości: obraz z godłem II Rzeczypospolitej, mosiężne popiersie księcia Józefa Poniatowskiego i odlew orła z koroną, stanowiący prawdopodobnie część drzewca sztandarowego. Skarby te, odkryte przypadkowo w 1998 roku, dziś znajdują się na honorowym miejscu. Godło wisi w gabinecie dyrektora szkoły, zaś popiersie i odlew wiszą w gablocie – obok sztandaru szkoły.
Prawie przez 6 lat trwania II wojny światowej uczniowie szkoły zmuszeni byli pobierać naukę w języku niemieckim, a szkoła nosiła imię Hansa Schemma, nazistowskiego ministra kultury i edukacji.

### Lata powojenne

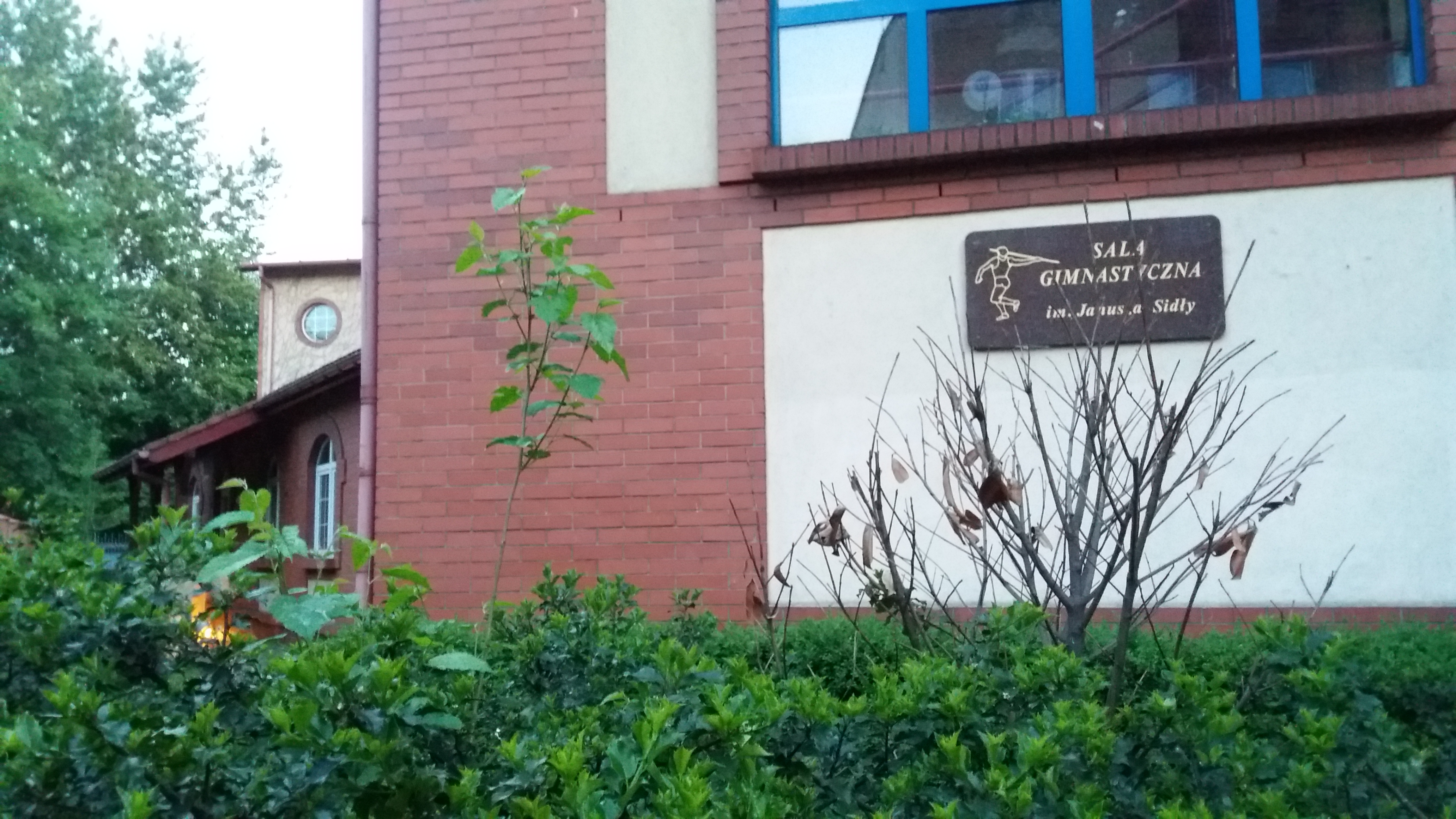
Sala gimnastyczna im. Janusza Sidły

Po wyzwoleniu Katowic, już w lutym 1945 roku placówka rozpoczęła nową, już całkowicie polską, kartę swojej historii. Prawdopodobnie zaraz po wojnie szkoła otrzymała imię patronki – Marii Curie-Skłodowskiej, natomiast kierownikiem szkoły ponownie został Władysław Cieśliński. W skład pierwszego, powojennego Grona Pedagogicznego wchodzili: Maria Tarabułowa, Maria Olszewska, Marta Czechowiczowa, Eugenia Darmoń, Genowefa Orlik – Rutowa, Felicja Michalik – Jurczykowa, Stanisława Jargusz, Stefania Walocha.
W czerwcu 1945 roku kierownikiem szkoły został Antoni Szyler (7 czerwca 1945 roku – 31 sierpnia 1946 roku); od 1 marca 1947 roku do  31 sierpnia 1951 roku był nim Bolesław Kopciara, a od 1 września 1951 roku do 31 sierpnia 1971 roku Bronisław Ruta. Pani Renacie Dłubis (1 września 1971 roku – 31 lipca 1975 roku), Andrzejowi Przyniczyńskiemu (1 września 1975 roku – 31 lipca 1978 roku), pani Grażynie Wasiak (1 sierpnia 1978 roku – 31 sierpnia 1989 roku) i pani Wandzie Celej (1 września 1989 roku – 31 sierpnia 1996 roku) przysługiwał już tytuł dyrektora szkoły. 
Pod koniec lat czterdziestych wprowadzono obowiązkową naukę języka rosyjskiego, a usunięto z programów nauczania religię. W latach 60. XX wieku połączone zostały 2 sale dydaktyczne i utworzono zastępczą salę gimnastyczną. Dopiero na początku lat dziewięćdziesiątych dzieci mogły zacząć uczyć się tu języka zachodnioeuropejskiego. Do programu nauczania weszła ponownie religia.
W 1992 roku szkoła weszła – jako jedna z ośmiu katowickich podstawówek – pod opiekę finansową samorządu gminnego. W 2003 roku powstała sala gimnastyczna, zmodernizowane podwórko szkolne i część ogrodzenia. W 2004 roku sala otrzymała imię absolwenta szkoły – Janusza Sidło, oszczepnika i olimpijczyka.1 września 2004 roku społeczność szkoły po raz pierwszy usłyszała hymn czwórek. W 2009 roku oddano do użytku uczniów zmodernizowane boisko przy budynku szkoły. 19 czerwca 2010 roku nauczyciele, uczniowie oraz absolwenci świętowali 100-lecie szkoły. W 2017 roku z inicjatywy grona pedagogicznego powstał klub absolwenta szkoły nr 44.

## Znani absolwenci
- Janusz Sidło